# Profeta (ebraismo)
Nel Tanakh (la Bibbia ebraica) il Profeta (in ebraico נְבִיא nevì, pl. נְבִיאִים nevi'ìm, in greco προφήτης - prophētēs) è una persona che parla in nome e per conto (pro-) di Dio. L'accezione prevalente del termine usato nelle lingue contemporanee per cui il profeta descrive eventi futuri è caratteristica, ma non esclusiva, nell'operato dei profeti ebraici.
Nell'antica società ebraica, in particolare tra i secoli XI-V a.C., il profeta era una figura religiosa fondamentale, assieme al sacerdote e al levita.

## Premessa e contesto storico
Il fenomeno della profezia non era limitato alla sola religione ebraica ma era presente anche in altre società e religioni dell'antico vicino oriente: per esempio, fenomeni simili sono conosciuti a Mari nel XVIII secolo a.C., e dalla Fenicia, alla fine del II millennio a.C.. Anche gli stessi testi biblici ebraici testimoniano la presenza di profeti tra altri popoli (p.es. il moabita Balaam). Tuttavia, almeno da quanto ci lasciano intravedere le fonti, i profeti non hanno assunto altrove la stessa importanza che avevano in Israele. Anche se fosse eccessivo affermare che i profeti siano stati i soli "creatori" e '"rappresentanti primari" della religione ebraica, si deve riconoscere che gran parte d'essa è stata modellata da loro o sotto la loro influenza.
Nella Bibbia stessa, l'istituzione profetica è stata creata da Dio stesso, durante il periodo di permanenza di Mosè sul Monte Sinai, come si evince da Deuteronomio 18:18.

## I profeti secondo la Talmud
Rashi (c. 1040–1105) nella sua Ghemara semi-completa della Talmud (precisamente il commentario sul Megillah versetto 14a, parte del Moed, secondo ordine della Mishnah), presenta una lista di 53 personaggi biblici (46 uomini e 7 donne) che sono riconosciuti come profeti.
La lista è la seguente:
1. Abramo
2. Isacco
3. Giacobbe
4. Mosè
5. Aronne
6. Giosuè
7. Fineas
8. Eli
9. Elkanà (padre di Samuele)
10. Samuele
11. Gad (profeta al tempo di Davide)
12. Natan
13. Davide
14. Achia
15. Salomone
16. Iddo
17. Abdia
18. Jehu (profeta al tempo di Giosafat)
19. Azaria (profeta al tempo di Asa)
20. Iacazièl (contemporaneo di Jehu)
21. Eliezer (contemporaneo di Giosafat e Jehu)
22. Elia
23. Eliseo
24. Michea (discepolo di Elia)
25. Giona
26. Amos
27. Osea
28. Amoz (padre di Isaia)
29. Isaia
30. Michea
31. Gioele
32. Sofonia
33. Naum
34. Abacuc
35. Uria (contemporaneo di Geremia)
36. Geremia
37. Ezechiele
38. Daniele
39. Macsia (padre di Neria)
40. Neria (padre di Baruc)
41. Baruc
42. Seraià (contemporaneo di Baruc)
43. Aggeo
44. Zaccaria
45. Mardocheo
46. Malachia
47. Sara
48. Miriam
49. Debora
50. Anna
51. Abigail
52. Culda
53. Ester

Di questi 53 personaggi – 8 furono anche patriarchi o matriarche del popolo israelita, 7 furono figure politiche israelite (come re, giudici), 2 furono sommi sacerdoti, 20 hanno un libro a loro attribuito nei Neviìm (di cui 3 profeti anteriori, 3 posteriori, 12 minori e 2 contenuti nei Ketuvim), e gli ultimi 15 sono menzionati poche volte nel Tanakh, spesso solo nei libri delle Cronache o in qualche versetto nei libri dei Re. In alcune tradizioni si considerano come profeti altri personaggi come Abele, Enoch, Noè, Rut e tutti i giudici biblici.

## Nei Neviìm
Il Tanakh descrive la vita, l'operato e i detti (oracoli) di un notevole numero di profeti (e di alcune profetesse). Ad alcuni di questi sono attribuiti interi libri biblici che compongono la seconda parte del Tanakh (Neviìm, "Profeti"). Il moderno metodo storico-critico ha dimostrato che in alcuni casi (p.es. Isaia, Daniele) gli oracoli provengono da epoche storiche diverse e sono stati accorpati, talvolta con operazioni pseudoepigrafiche, a detti precedenti.

### Profeti anteriori
- Giosuè (c. XIII secolo a.C.) – attribuzione del libro di Giosuè
- Samuele (c. XI secolo a.C.) – attribuzione dei libri di Samuele

### Profeti posteriori
- Isaia (c. 765-700 a.C.) – attribuzione del libro di Isaia
- Geremia (c. 650-586 a.C.) – attribuzione del libro di Geremia
- Ezechiele (c. 620-570 a.C.) – attribuzione del libro di Ezechiele

### Profeti minori e altri
- Osea (VIII secolo a.C.) – attribuzione del libro di Osea
- Gioele (V secolo a.C.) – attribuzione del libro di Gioele
- Amos (VIII secolo a.C.) – attribuzione del libro di Amos
- Abdia (VI secolo a.C.) – attribuzione del libro di Abdia
- Giona (IX-VIII secolo a.C.) – attribuzione del libro di Giona
- Michea (VIII-VII secolo a.C.) – attribuzione del libro di Michea
- Naum (VII secolo a.C.) – attribuzione del libro di Naum
- Abacuc (VI secolo a.C.) – attribuzione del libro di Abacuc
- Sofonia (VII secolo a.C.) – attribuzione del libro di Sofonia
- Aggeo (VI secolo a.C.) – attribuzione del libro di Aggeo
- Zaccaria (VI-V secolo a.C.) – attribuzione del libro di Zaccaria
- Malachia (V secolo a.C.) – attribuzione del libro di Malachia

Ai tre profeti posteriori la successiva tradizione cristiana associa Daniele, vissuto intorno al VI secolo a.C. e a cui è attribuito il libro di Daniele, ma la tradizione ebraica, pur accettando la natura profetica dei suoi scritti, ne include il libro nella terza parte del Tanakh, i Ketuvim "Scritti".
Vi sono anche il libro di Ester, attribuito all'omonima Ester (collocabile nel V secolo a.C.) nei Ketuvim e ci sono poi personaggi di alcuni libri deuterocanonici (riconosciuti solo dai cristiani e non dagli ebrei) come Giuditta (libro di Giuditta, VI secolo a.C.), Tobi (libro di Tobia, VIII secolo a.C.) e Baruc (libro di Baruc, VI secolo a.C.) che per quanto si riconosciuto come profeta nel Tanakh, il suo libro non è considerato canonico.

## Altri profeti
Nel Tanakh, particolarmente nei libri di Samuele, dei Re, e delle Cronache, sono menzionati diversi altri profeti che non hanno un libro proprio, ma sono comunque importanti, sono riconosciuti nella Talmud come profeti o sono menzionati anonimamente.
I più importanti di questa categoria sono certamente Elia ed Eliseo, che occupano rispettivamente i capitoli 17-21 di 1Re e 3-13 di 2Re, quindi una grande parte dei libri. Nelle loro narrazioni si menzionano spesso i "figli dei profeti": secondo gli studiosi questi dovevano essere degli allievi dei due profeti che si consideravano i loro discendenti spirituali, alcuni di questi discepoli, per quanto non menzionati per nome (a parte forse per Giezi), svolgono importanti mansioni come l'unzione del re Ieu (2 Re 9), e lo stesso uomo resuscitato da Eliseo in 2 Re 4 era un figlio dei profeti. Si ritiene che anche i profeti posteriori (come Geremia) avevano dei "figli".
In 1 Samuele 10 si accenna a un altro gruppo di profeti di Gàbaa a cui si unisce anche Saul prima di essere unto re, e dal cui episodio si originerebbe il detto "è dunque anche Saul tra i profeti?". Sempre Samuele ci tramanda che al tempo i profeti erano chiamati "veggenti", e molti degli originali veggenti sarebbero stati uccisi da Gezabele durante il suo regno del terrore, ma molti sopravvissero comunque (1 Re 18).
Tra gli altri profeti nei libri dei Re ci sono Gad, Natan, Achia, Ieu, Culda (una profetessa), mentre nei libri delle Cronache vi sono anche Iacazièl, Iddo, Eliezer, Azaria e diversi altri. Dei profeti anonimi vi sono poi alcuni protagonisti di episodi precisi del Tanakh, come il vecchio profeta che maledì il santuario di Betel in 1 Re 13 o il profeta protagonista durante la guerra tra Acab e Ben-Adad II in 1 Re 20.
Particolari sono poi i settanta anziani di Numeri 11:24-26, che ricevettero il Rauch haQodesh ma profetarono una singola volta, fatta eccezione per Eldad e Medad. La tradizione ebraica rende chiara l'esistenza di molti altri profeti e profetesse che non vengono menzionati nelle Scritture, tra cui chi ricevette il titolo di Zaddiq o fu un falso profeta.

## Tipologie di profeti
Una distinzione importante circa la figura del profeta nei testi ebraici riguarda il suo status istituzionale:
- Profeti istituzionali: diverse volte vengono citati dei "profeti" (perlopiù anonimi) al plurale, che appaiono avere nella società del tempo un ruolo istituzionale vero e proprio, principalmente legato alla monarchia (vedasi p.es. 1Re 22). Questi profeti, di fatto dipendenti stipendiati del re, non sono caratterizzati da una predicazione particolarmente antagonista e riformista. La frase attribuita al profeta di corte Natan e rivolta al Re Davide: "Va', fa' quanto hai in mente di fare, perché il Signore è con te" (2Sam7,3[14]), doveva essere particolarmente ricorrente tra i profeti di corte. A essi erano delegati anche incarichi istituzionali come l'unzione di re, sacerdoti e dei nuovi profeti. I profeti istituzionali non appaiono comunque legati al culto del tempio di Gerusalemme, che spettava alle altre figure istituzionali dei sacerdoti e dei leviti. In questo senso i profeti ebrei non differiscono particolarmente dalle figure istituzionali omologhe presenti nelle altre antiche società orientali, dove però erano maggiormente legati ai santuari e che conservavano sempre un rapporto con il culto. Da alcuni passi biblici sembra che la componente mistica-entusiastica (estasi, musiche, canti, danze), che poteva estendersi anche ad altri, fosse una parte importante del loro operato (1Sam19,20-24; 1Re22,6;22,10-28[15]).
- Profeti itineranti: in alcuni episodi (p.es. 1Sam10,5-8[16]) sono citati gruppi di profeti (anonimi) che sembrano essere itineranti, caratterizzati da un comportamento mistico-estatico. Con le debite differenze, possono essere paragonati ai gruppi pauperistici itineranti dell'Europa medievale. Non è chiaro il legame di questi con i profeti istituzionali di corte.
- Profeti carismatici: la maggior parte dei singoli profeti sopra elencati non sembrano essere legati direttamente all'ambiente di corte e a comportamenti estatici. Secondo i testi biblici l'inizio della loro attività deriva da una diretta chiamata di Dio. La predicazione di questi profeti, diversamente da quelli istituzionali, appare prevalentemente in contrasto con il re, i sacerdoti, il popolo o gli altri profeti istituzionali: secondo i testi biblici, la vocazione di questi profeti da parte di Dio era finalizzata proprio al rimprovero e alla denuncia di comportamenti che si allontanavano dal suo volere, sia in materia religiosa che di giustizia sociale.

La distinzione comunque non è netta: sono testimoniati singoli profeti di corte (Natan, Gad) che hanno avuto rapporti critici col re Davide (2Sam12;24), e anche Eliseo, Isaia e Geremia sembrano legati all'ambiente di corte.

## Caratteristiche e funzioni
Circa le finalità delle parole e dell'operato dei profeti, essi sono relativi a un preciso contesto storico (che solitamente non ci è noto con precisione) e riguardano prevalentemente:
- condanna ad alcuni tra i popoli stranieri, i quali non si rivolgevano a Dio "cercando aiuto";
- denuncia del culto delle divinità straniere, in particolare il cananeo Baal;
- apertura del Dio del popolo eletto ad un universalismo religioso (cfr. Isaia 45:20-23[17]), che non ammette sincretismo con altre fedi[18];
- denuncia delle ingiustizie sociali verso poveri, vedove, orfani, stranieri;
- esortazione a mantenere la fede in Dio anche nei momenti di particolare difficoltà (p.es. Isaia circa la Guerra siro-efraimitica, Ezechiele e Geremia durante l'esilio a Babilonia), con la promessa che le cose volgeranno infine al meglio;
- indicazioni di natura prettamente politica rivolte ai re (p.es. Geremia circa l'invito all'accettazione della potenza babilonese presso la quale, invero, molti ebrei vissero pacificamente).

Circa le modalità di questo operato si distinguono:
- principalmente oracoli, cioè detti e parole di Dio (solitamente brevi) che il profeta si fa tramite di riferire al popolo. Sono tradizionalmente distinti tra oracoli di rovina (contenenti accuse relative a una determinata colpa e talvolta il giudizio o condanna ad essa associato) e oracoli di salvezza, con le finalità sopra indicate. Talvolta questi oracoli si riferiscono al futuro, donde l'accezione attualmente comune di "profeta" come colui che predice;
- visioni, che possono essere semplici immagini e scene (un ramo di mandorlo in Ger1,11, due cestini di fichi in Ger24,1), oppure vere e proprie drammatizzazioni di carattere apocalittico-soprannaturale (Ez1-3;37; Dan7);
- gesti allegorici, p.es. il giogo di Geremia (Ger 27-28);
- miracoli (p.es. Eliseo).

La linea del giudizio e della grazia di Dio corre attraverso la storia degli uomini e la parola dei profeti ne mette in luce ora un aspetto e ora un altro, a seconda del particolare momento storico: così nei profeti anteriori all'esilio predomina l'annunzio del giudizio di Dio (Amos 5:18-20; Isaia 2:12-17 ecc.), la denunzia del peccato del popolo (Amos, Osea, Isaia, Geremia, ecc.), l'annunzio della santità di Dio (Isaia 1:4; 6:3 ecc.), la lotta contro le false sicurezze offerte dalle alleanze (Isaia 30: 1-5; 31:1-3; Geremia 27) o dalle osservanze ed istituzioni religiose (Isaia 1:10-17; Geremia 7:1-15 ecc.). Non manca però in questi profeti neppure l'annunzio dei tempi futuri in cui Dio darà pace e vittoria al suo popolo e farà di Israele il centro delle nazioni (cfr. Isaia 9,11; Michea 4:1-5). Nei profeti che vivono durante e dopo l'esilio, a cominciare con la seconda parte di Ezechiele, predomina invece l'annunzio della salvezza (Ezechiele 37:1-14; Isaia 40:9-11 ecc.) della restaurazione ad opera della potenza del Dio creatore (Isaia 40:21-26; 44:24-28), che governa le nazioni (Isaia 43:1-7; 45:1-7). Più tardi i profeti si adoperarono per la ricostruzione della comunità religiosa giudaica, quale comunità destinata a ricevere le promesse della fine dei tempi.